# Toni Halle

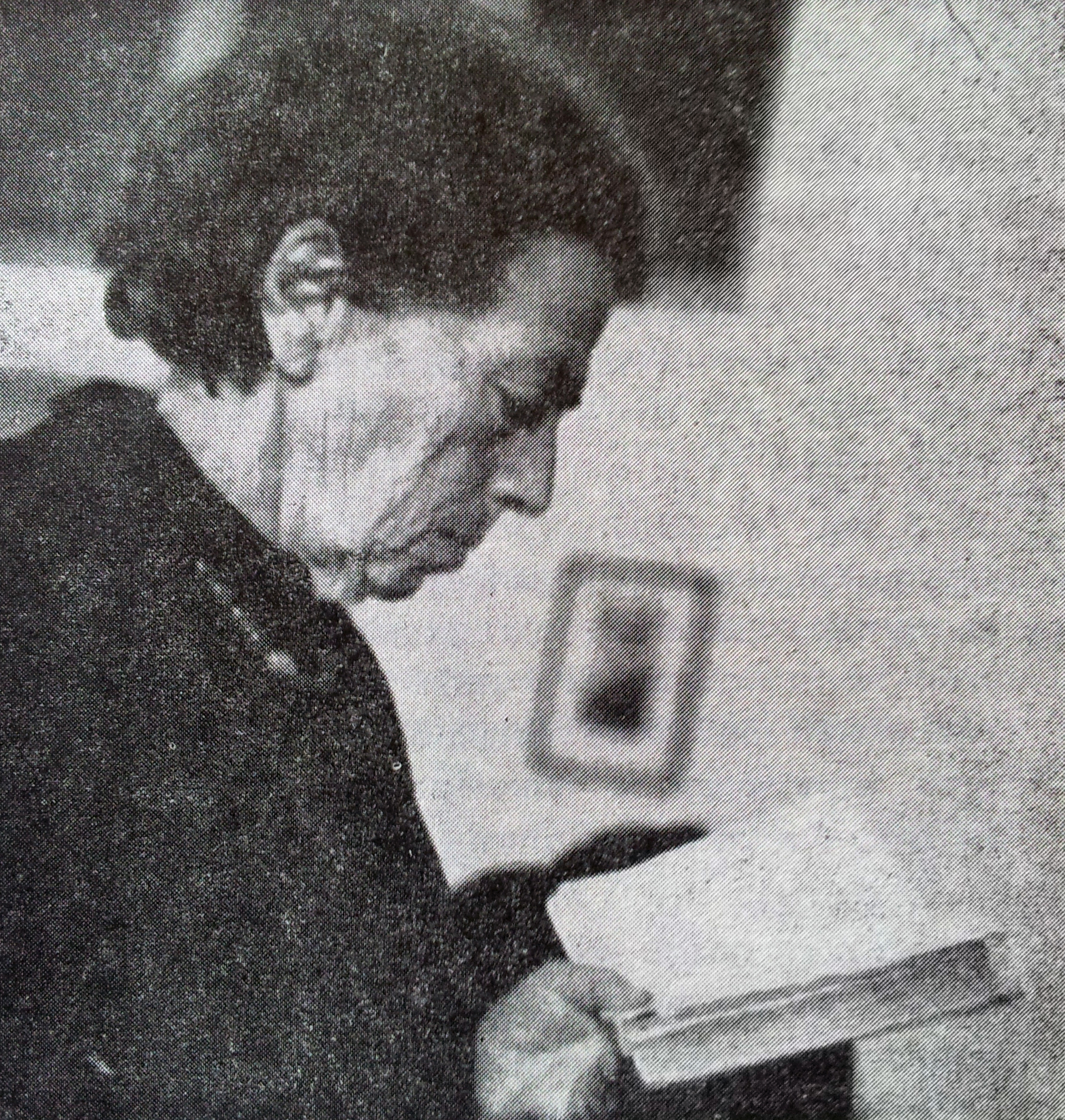
Toni Halle

Toni Halle (* 19. April 1890; † 2. August 1964 in Tel Aviv) war eine deutsch-israelische Pädagogin. 1937 gehörte sie zu den Begründern des Neuen Gymnasiums in Tel Aviv, dessen erste und langjährige Direktorin sie auch war. Nach Gershom Scholem war sie eine „der angesehensten und einflussreichsten Lehrerinnen“ Israels.:81 Laut Hila Kubo gab es in Israels Wissenschaft, Kultur, Recht oder Wirtschaft im Jahre 2007 keinen Bereich, in dem nicht wenigstens ein Absolvent des Neuen Gymnasiums beziehungsweise eine Schülerin oder ein Schüler von Toni Halle zu finden war.

## Leben vor der Auswanderung
Über die Kindheit und Jugend von Toni Halle, deren Namen in der Rückübersetzung aus dem Hebräischen meist als Tony Hela wiedergegeben wird, ist wenig überliefert. Hinweise auf sie und über ihr Leben bis zu ihrer Auswanderung finden sich vorwiegend in den Erinnerungen zweier Freunde aus ihrer Studienzeit: Gershom Scholem und Werner Kraft. Scholem hatte die Germanistikstudentin Toni Halle:81 im Wintersemester 1915/1916 über Grete Lissauer kennengelernt. Die Begegnung zwischen Halle und Scholem fand vermutlich noch in Berlin statt, bevor sich Scholem, Lissauer und auch Halle 1916 nach Heidelberg begaben. In einer Tagebuchaufzeichnung vom 8. Juli 1916 taucht sie bei Scholem als eines der „Heidelberger Mädels“ auf.:332 1916 wiederum lernte auch Werner Kraft, der mit Scholem durch Walter Benjamin bekannt geworden war:116, Toni Halle kennen – bei Scholem in Jena.

„Toni hatte hier unter Scholems Einfluß angefangen, Hebräisch zu lernen, und hat nach glänzend bestandenem Staatsexamen zur Trauer ihres Vaters die Anstellung an einer Schule abgelehnt, um ihre hebräischen Studien fortzusetzen.“

Kraft lernte hier auch Tonis Schwester Erna (1896–1996) kennen, mit der er ab 1922 verheiratet war. Er erwähnte auch eine weitere Schwester, die Bibliothekarin Else:91 Über sie berichtete er im Juni 1938 aus Jerusalem an einen Freund: „Wir haben diesen Winter großen Kummer gehabt. Meine Schwägerin aus Berlin, die dort Bibliothekarin war und die Du vielleicht einmal bei uns gesehen hast, lebte seit einigen Jahren mit uns zusammen. Sie ist an einer furchtbaren Krankheit gestorben. Jede Hilfe war unmöglich. Ein seltener Mensch ist mit ihr dahingegangen.“:94  Ebenfalls von Kraft stammt auch eine kurze biografische Skizze vom Vater der drei Halle-Schwestern, der einer der wenigen höheren Richter jüdischer Glaubenszugehörigkeit im preußischen Staatsdienst gewesen sei:162–164:

„Mein Schwiegervater Caspar Halle war Richter. Als liberaler deutscher Jude hatte er es abgelehnt, sich taufen zu lassen, um einer größeren Laufbahn gewiß zu sein. In der Inflation lebte er von seiner Pension, ohne dem schwarzen Markt die kleinste Konzession zu machen. Er war makellos.“

Caspar Halles (1853–1923) Ehefrau Emma (1861–1908) war die Schwester von Paul Stettiner, dessen Lieblingsnichte Toni Halle gewesen sei.:104 Das Ehepaar Halle hatte neben den drei schon erwähnten Töchtern auch noch einen Sohn, Arno, geboren in Labiau, der aber bereits 1902 im Alter von 15 Jahren in Allenstein verstorben war.
Scholems Tagebucheinträge geben keine klare Auskunft darüber, an welchen Orten sich Toni Halle wann aufgehalten hat, ob die Aufenthalte studienbedingt waren, oder nur einem Besuch dienten. Das gilt auch für einen Tagebucheintrag vom 10. September 1916, in dem Scholem über einen Vortrag Siegfried Lehmanns im Jüdischen Volksheim in Berlin berichtete: „Vor mir stand – Fräulein Halle als angenehme Überraschung und der Choros der jungen Mädchen Marke Jugendverein.“:397 Marke Jugendverein steht hier für den 1914 gegründeten Zionistischen Jugendverein Berlin, an dem sich Scholem eine Zeit lang beteiligte:262, und offenbar auch Toni Halle. Das könnte auch der Hintergrund sein für Kowalziks Aussage, dass Halle seit „ihrer Studienzeit der zionistischen Bewegung eng verbunden“ war. Was das konkret heißt, ist bei Kowalzik allerdings nicht weiter ausgeführt. Aussagen von Kraft und Scholem zeigen aber, dass sich Halle neben der hebräischen Sprache auch mit den jüdischen Schriften beschäftigte, wenngleich nicht immer vom Wohlwollen Scholems begleitet. So kommentierte er etwa in seinem Tagebuch eine Arbeit, die Toni Halle 1917 während ihres Studiums in Heidelberg für ein Seminar bei Karl Jaspers angefertigt hatte, mit den Worten: „Brief von Toni Halle mit dem entsetzlichen, ganz und gar thoralosen Chasidismus-Seminarreferat“.:17 Gleichwohl belegen viele weitere Eintragungen in den Tagebüchern, dass Scholem einen intensiven intellektuellen Austausch mit Halle pflegte (wobei er sie noch im Juli 1918 mit „Sie“ und „Ihnen“ anredete):269.
Tagebucheinträge Scholems deuten an, dass in diesen Jahren Toni Halle – nicht ihre Schwester Erna – ein enges Verhältnis zu Werner Kraft hatte. So notierte er am 7. Juli 1918: „An Werner Kraft und Toni Halle ausführliche Briefe geschrieben.“:267 Am 18. November 1918 hieß es: „Ich denke mit größter Sorge an Werner Kraft. Er muß sich jetzt in einem unnennbaren Wirbel befinden, und ich flehe, daß er durch Toni Halle etwas im Zentrum finden möge, was nicht Selbstmord heißt und bedeutet. Aber ich weiß nicht, wie stark Toni ist. Die Lage ist verzweifelt.“:407 Am 26. April 1919 bemerkte er nach einem Gespräch mit Walter Benjamin über Kraft: „Und es ist gut, daß er [Kraft] Toni Halle hat.“:439 Während weiterhin Erna Halle bei Scholem keine Erwähnung findet, schrieb er am 22. Juli 1919 „an Escha [Elsa Burchhardt] und Toni/Werner Kraft wegen der Freiburger Semesterfrage, an die beiden letzteren sehr beschwörend“.:492
Kraft, der über seine Beziehung zu Toni Halle nichts berichtete, studierte seit dem Sommersemester 1919 in Freiburg im Breisgau – und zwar zusammen mit Erna und Toni Halle. „Ich ging zum Studium nach Freiburg, mit mir Toni und Erna. Diese zwei Semester, das war eine wunderbare Zeit, das war das neue Leben.“:87 Gleichwohl gab es wohl auch von Kraft nicht erwähnte Überlegungen, zum Wintersemester 1919/20 nach München zu wechseln:492, und 1919 hielt sich auch Toni Halle in München auf, wo sie sich mit Scholem und Käthe Ollendorf, der Noch-Ehefrau von Johannes R. Becher, traf. Hinzu kam ein enger Freund Scholems aus seiner Militärzeit: Gustav Steinschneider (1899–1981), der Enkel des von Scholem hochgeachteten Moritz Steinschneider.:147–149 Gustav Steinschneider wurde später in Palästina der Lebensgefährte von Toni Halle und kurz vor ihrem Tod auch noch ihr Ehemann.
Über die Zeit bis 1922 gibt es keine Informationen und auch keine Belege für einen von Kubo behaupteten Studienaufenthalt in Paris nach dem Ende des Ersten Weltkriegs. Im Juli 1922 wurden Erna Halle und Werner Kraft durch Leo Baeck in Berlin getraut. Das Paar zog nach Leipzig und am 3. August 1923 wurde der Sohn Caspar geboren.:184 Um diese Zeit kam auch Toni Halle nach Leipzig. Ob sie davor ein Lehrerseminar absolvierte, wie ebenfalls von Kubo behauptet, kann nicht überprüft werden. Sie war seit dem 1. Oktober 1923 Lehrerin an der Höheren Israelitischen Schule, und am 27. Juni 1924 genehmigte ihr das Sächsische Ministerium für Volksbildung dort die Leitung der privaten israelitischen Volksschule für Mädchen zu übernehmen.:162 Kowalzik bezeichnete Halle in dem Zusammenhang als „akademisch gebildete Oberlehrerin für Deutsch und Sprachen“.:53 Nach Kowalzik wohnte sie am Floßplatz „zusammen mit ihrer Schwester Erna und deren Ehemann“. Jörg Drews nennt allerdings für Werner Kraft und dessen Frau eine andere Adresse in Leipzig:19, und auch Kraft selber erzählte nur davon, wie er nach der Geburt seines Sohnes 1923 „heroisch um zwei Zimmer“:105 für seine Familie gekämpft habe. Toni Halle erwähnte er im Zusammenhang mit seiner Leipziger Zeit überhaupt nicht.
Bei Hila Kubo heißt es unter Berufung auf Halles Nichte, Toni Halle und ihre Schwester seinen Mitglieder des Wandervogels gewesen. Es gibt kein Belege dafür, und nach dem oben skizzierten Werdegang hätte es sich vermutlich eher um eine Mitgliedschaft im zionistischen Ableger des Wandervogels gehandelt haben dürfen, dem jüdischen Wanderbund Blau-Weiß. Auch dafür gibt es keine Belege, auch wenn Scholem Toni Halle im Zusammenhang mit seinen Auseinandersetzungen mit dem Blau-Weiß kurz erwähnte. Denkbar ist aber, obwohl ebenfalls nicht belegt, dass Halle während ihres Studiums in Freiburg Kontakte zum 1919 gegründeten zionistischen Ausbildungsgut Markenhof hatte, wie das in einem Artikel aus dem Archiv des Kibbuz Beit Zera vermutet wird. Sicher ist man sich dort aber, dass sie mit Benjamin Porat befreundet war, der zu den Gründern von Beit Zera gehörte und früher zum Jung-Juda-Kreis um Gershom Scholem.
Unklar ist auch wann Toni Halle, die ja von Joseph Walk als Halle,  Toni,  Dr.phil. vorgestellt wurde (siehe Literatur), promoviert wurde. Auf der israelischen Wikipedia-Seite wird die Promotion als Abschluss ihres Studiums hingestellt, wofür es jedoch keine Belege gibt. Ein Hinweis auf eine Dissertation findet sich auch nicht im Katalog der Deutschen Nationalbibliothek, wo ihr Name nur im Zusammenhang mit dem Nachlass von Gustav Steinschneider im Deutschen Exilarchiv erwähnt wird. Gegen eine zum damaligen Zeitpunkt schon erfolgte Promotion spricht auch, dass sie im Verzeichnis der Lehrkräfte der Mädchenschule ab 1. April 1924 ohne Doktor-Titel aufgeführt wird, obwohl der Titel bei vielen ihrer Kollegen auf der Liste verzeichnet ist. In dem schon erwähnten Schreiben des Sächsischen Ministeriums für Volksbildung vom 27. Juni 1924 wird sie ebenfalls nur als „Lehrerin Toni Halle“ erwähnt, und nicht mit einem akademischen Titel.:162

## Leben in Palästina und Israel
1926 wanderte Toni Halle nach Palästina aus. Für Kowalzik, für die damit ihre Befassung mit Halle endete, war dieser Schritt die Folge von Halles langjähriger Nähe zur zionistischen Bewegung.:163–164 Andere Begründungen oder Selbstzeugnisse befinden sich allenfalls in Halles Nachlass im  Samuel-Hugo-Bergmann-Archiv in Jerusalem. Informationen über ihr Leben und Wirken in Palästina/Israel stammen deshalb, abermals aus zweiter Hand, diesmal aber überwiegend aus den Erinnerungen ehemaliger Schülerinnen und Schüler, die im Zusammenhang mit dem 75-jährigen Jubiläum der Schule zusammengetragen oder in Zeitungsartikeln verarbeitet wurden.
Toni Halle unterrichtete in Palästina zunächst an einem Seminar der religiösen Misrachi-Bewegung in Jerusalem, mit dessen Geist sie sich aber nicht identifizieren konnte. Sie traf sich 1927 mit Werner Kraft und dessen Familie in Florenz:108, zog nach Tel Aviv und unterrichtete hier am 1927 gegründeten und nach Max Nordau benannten Nordia-Gymnasium.
Am 15. Mai 1933 wurde Werner Kraft in Deutschland aufgrund des Gesetzes zur Wiederherstellung des Berufsbeamtentums als Bibliothekar in Hannover beurlaubt. In Vorbereitung auf die eigene Emigration schickten die Krafts Ende Mai ihren zehnjährigen Sohn Caspar zu Toni Halle in Palästina.:31 Dieser Neffe und seine 1929 geborene Schwester Elsa (später Aliza Tibon) waren in Alizas Erinnerung auch Tonis Kinder. Sie habe aber, so Aliza, den Eindruck gehabt, dass es der größte Schmerz in Toni Halles Leben gewesen sei, keine eigenen Kinder gehabt zu haben.
1937 gründete Halle dann zusammen mit Kolleginnen und Kollegen im Tel Aviver Norden, in einem Gebäude in der Mendeli Street Ecke Hayarkon Street (Lage), das Neue Gymnasium. Auf einer früheren Webseite der Schule hieß es über deren Gründung:

“The school was established in 1937 by a group of teachers and educators led by the late Tony Halle and the late Dr. Berman. The school ideology was based on the values of pioneering, and students were encouraged to consider studies an aim in itself as well as a means to self fulfillment, not merely a means to an end-namely-higher education. Since the school was established, it has encouraged personal, direct and informal relationships between teachers and students. This special atmosphere has alwayes been one of the school’s chief hallmarks.”

„Die Schule wurde 1937 von einer Gruppe von Lehrern und Erziehern unter der Leitung der verstorbenen Tony Halle und des verstorbenen Dr. Berman gegründet. Die Schulideologie basierte auf den Werten des Pionierwesens, und die Schüler wurden ermutigt, das Studium sowohl als Selbstzweck als auch als Mittel zur Selbstverwirklichung zu betrachten, nicht nur als Mittel zum Zweck der Hochschulbildung. Seit ihrer Gründung fördert die Schule persönliche, direkte und informelle Beziehungen zwischen Lehrern und Schülern. Diese besondere Atmosphäre ist seit jeher eines der Hauptmerkmale der Schule.“

Bei dem „verstorbenen Dr. Berman“ handelte es sich um Aaron Berman (1896–1969). Der in Polen geborene Berman studierte in Deutschland und in Zürich Medizin und wurde 1919 zum Doktor der Medizin promoviert. Er unterrichtete ab 1920 am Hebräischen Gymnasium im litauischen Kaunas und war von 1925 bis 1936 dessen Leiter. 1936 emigrierte er nach Palästina und gehörte der Erziehergruppe an, die das Neue Gymnasium gründete. Bis 1964 war er Mitglied der Schulleitung.
Nach Kubo stand das Wort Neu im Schulnamen für Halles Absicht, eine Schule in einem anderen, neuen Geist zu gründen. Nicht Noten oder Leistungen sollten im Vordergrund stehen, sondern die Entwicklung der Persönlichkeiten der Schülerinnen und Schüler. Das Gymnasium war den Werten der Arbeiterbewegung verpflichtet und legte Wert darauf, dass sich die Schüler am öffentlichen Leben beteiligten. Dies war wohl auch der Grund, weshalb die Schule von so vielen Kindern von Prominenten aus der Arbeiterpartei (Awoda vorher Mapai) besucht wurde, so z. B. von den Kindern von Moshe Sharett, Dov Hoz, Mosche Dajan, Mordechai Namir, Shimon Peres oder Ezer Weizmann. Halle sei aufgeklärt und mutig gewesen; sie habe Autorinnen und Autoren wie Nathan Alterman und Leah Goldberg in den Lehrplan aufgenommen, Arabisch als Pflichtfach etabliert und anders als an anderen Schulen den Geistes- und Kulturwissenschaften größere Bedeutung beigemessen.
1958, im Alter von 68 Jahren, heiratete Toni Halle Gustav Steinschneider. Für den hochbegabten und von Scholem geschätzten Steinschneider, der in der 2. Märzhälfte des Jahres 1933 nach Palästina übersiedelte, war es schwer, dort einen Platz zu finden.:149 Über Beziehungen – nach Kubo aufgrund von Toni Halles Beziehungen zu Salman Schasar – gelang es, ihm in Tel Aviv zu einer Anstellung als Straßenfeger zu verhelfen.

„Ihm kam diese Arbeit sehr gelegen, da er auch in Deutschland tags zu schlafen und nachts aufzustehen pflegte. Die neue nächtliche Tätigkeit gestattete es ihm, am Tag zu philosophieren oder (später) mit meiner Tante Hedwig […] vierhändig zu spielen. Als Straßenfeger war er übrigens unter seinen Kollegen hochgeachtet und beliebt. Dies war auch einer der Berufe, in dem Kenntnis des Hebräischen keine Rolle spielte.“

Nach Aliza Tibon hat es für Toni Halle keine Rolle gespielt, Toni Steinschneider zu sein. Für sie sei es nur wichtig gewesen, Gustav nach ihrem Tod durch ihre Rente versorgt zu wissen.
1964 wurde Toni Halle während des Schuljahres wegen Herzprobleme ins Krankenhaus eingeliefert. Zwei Monate später, am 2. August, verstarb die Frau, die nach Yoram Kaniuk zu einer „Elitegruppe von Intellektuellen in Deutschland [gehörte] und […] zu einer der größten Revolutionärinnen des Landes im Bildungsbereich“ wurde.

## Erinnerungen
Wie die Artikel von Hila Kubo und Einat Torres zeigen, waren die Erinnerungen an Toni Halle auch noch nach Jahrzehnten im Gedächtnis ihrer Schülerinnen und Schüler fest verankert. Ob Dorit Beinisch, Eyal Megged, Chaim Oron, Roni Milo, Leah Rabin oder Ada Yonath – sie alle erzählten mit viel Leidenschaft von den Eindrücken, die Toni Halle bei ihnen hinterlassen hat. Yoram Kaniuk hat ihr gar ein literarisches Denkmal gesetzt.

„Aber bin ich wirklich deswegen im November 1947, kurz vor dem UN-Teilungsbeschluss, eingerückt? Abgehauen eines schönen Tages im ersten Trimester der zwölften Klasse am Neuen Gymnasium, wo es doch nicht schöner hätte sein können? Mit der hinreißenden Direktorin Tony Halle, die wie eine prächtige Maus aussah und einmal auf einen Stuhl stieg, die Augen schloss und dabei Tränen vergoss, die mit ihrer schönen, tiefen Stimme wie gebannt zu schildern begann, wie Heinrich IV. im Jahr 1077 vor der Felsenburg in Canossa ankam, in der Papst Gregor VII. sich hinter einem Vorhang versteckte, wie der arme Heinrich in Kälte und Schnee barfuß auf der kahlen Erde ausharrte, wie er ohne Schuhe und Strümpfe, ohne Unterwäsche, Hemd oder Mantel weinend dastand, während sich der Papst, warm angezogen, den brennenden Kamin im Rücken, verbarg und Heinrich IV., den schönen Helden und hohen, geliebten, von ihm wahrhaft geliebten König, beobachtete, der halb erfroren um sein Leben flehte. Und wir alle, die ganze Klasse, weinten, als wir von Heinrichs IV. Schicksal hörten. Ich erinnere mich nur, dass ich eines Tages einfach so von dieser wunderbaren Schule abging, mit einem Ausspruch, den ich selbst nicht glaubte: Mit Quadratwurzelziehen würden wir die Briten nicht aus dem Land kriegen.“

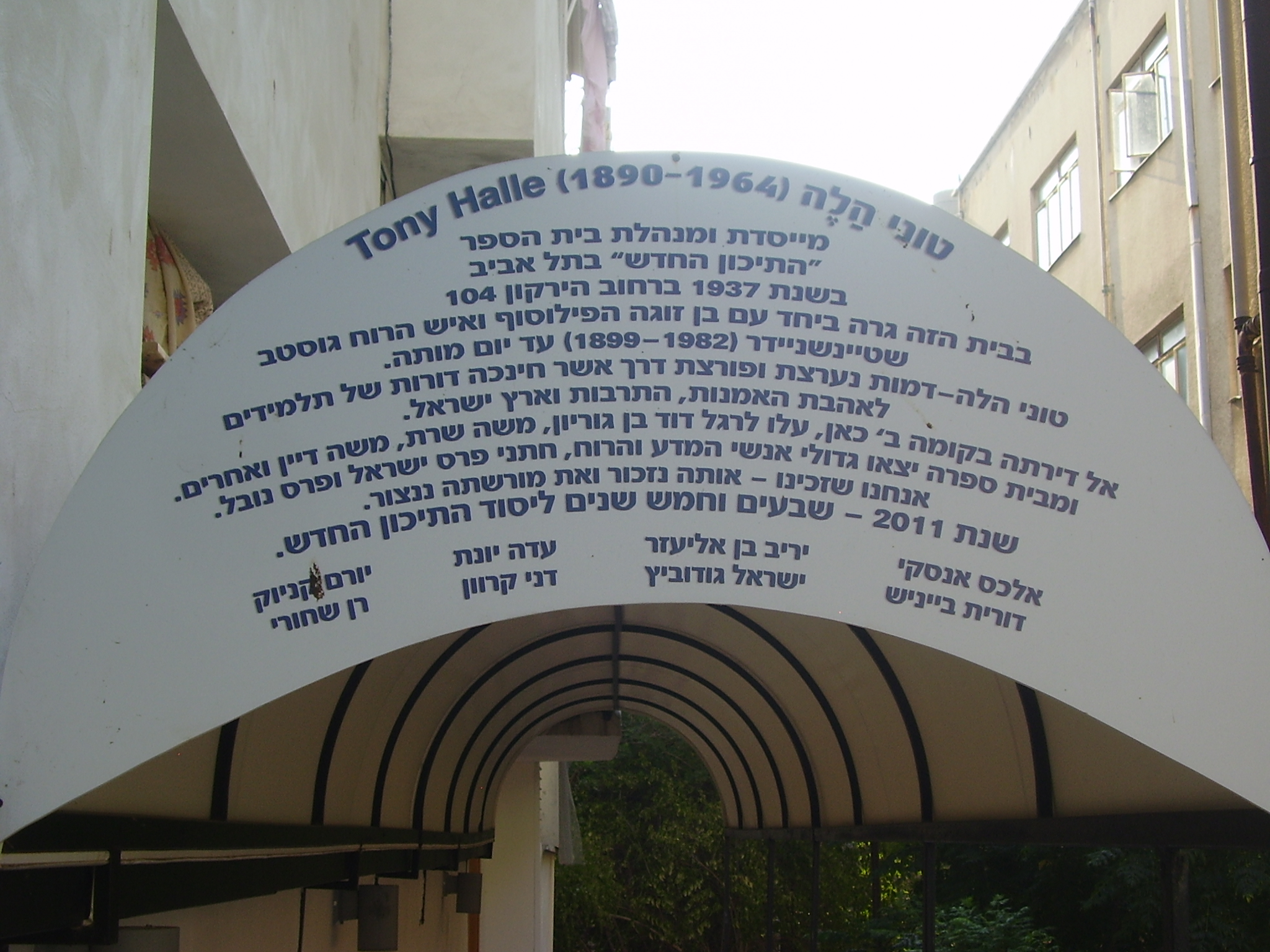
Gedenkschild am Eingang zu Toni Halles Wohnung in der Dov Hoz Street 20

44 Jahre nach Halles Tod wurde in Jaffa eine Straße nach ihr benannt. (Lage) Diese Namensgebung war der Ausgangspunkt für Hila Kubos Recherche. „Insgesamt habe ich nach ein paar Worten gesucht. Und ich fand eine großartige Geschichte über eine Pionierin.“
2011 wurde vor Toni Halles Wohnung in dem Haus in der Tel Aviver Dov Hoz Street 20 eine Erinnerungstafel aufgestellt. Die Inschrift erinnert an Toni Halle und an Gustav Steinschneider und lautet in ihrem zweiten Teil: „David Ben-Gurion, Moshe Sharet, Moshe Dayan und andere pilgerten hierher zu ihrer Wohnung im zweiten Stock. Und aus ihrer Schule kamen die großen Männer der Wissenschaft und des Geistes, die Träger des Israel-Preises und des Nobelpreises.  Wir, die überlebt haben - wir werden uns an sie erinnern und ihr Erbe bewahren.  2011 - 75 Jahre Neues Gymnasium.“  Die Tafel trägt die Namen ihrer vermutlichen Initiatoren: Yariv Ben Eliezer (Enkel von Ben-Gurion), Israel Godowitz (* 1934, Künstler), Alex Ansky (* 1939, Radiomoderator), Dorit Beinisch, Ada Yonath, Dani Karavan (1930–2021, Bildhauer), Yoram Kaniuk, Ran Shchori (1936–2017, Architekt und ehemaliger Präsident der Bezalel Academy of Arts and Design).